# 本郷泰司
本郷 泰司（ほんごう たいじ、1997年9月15日 - ）は、日本の元ラグビーユニオン選手。

## 来歴
小学2年生からラグビーを始めた。
2014年、ジュニア・ジャパンに選ばれた。
2016年、京都成章高校卒業後、帝京大学に入学。なお京都成章高校時代、主将を務めて高校日本代表に選ばれたことがある。
2017年、U20日本代表スコッドに選ばれたが、負傷のため出場にはならなかった。
2019年、帝京大学ラグビー部の主将に就任した。
2020年、帝京大学卒業後、NTTコミュニケーションズシャイニングアークスに加入。
2022年1月15日に行われたJAPAN RUGBY LEAGUE ONE第2節クボタスピアーズ船橋・東京ベイ戦にて先発出場で公式戦初出場を果たした。同年7月、NTT再編に伴う新チーム浦安D-Rocks選手スコッドに選ばれた。
2025年5月、浦安D-Rocksを退団し、引退。